# Sonaravna mesta
Sonaravno mesto je trajnostno mesto ali eko-mesto zasnovano z upoštevanjem vplivov na okolje, kjer živijo ljudje, namenjeno zmanjševanju potrebnih vložkov energije, vode in hrane ter zmanjševanju odpadkov proizvodnje toplote, onesnaženega zraka - [[CO2]], metana in onesnažene vode. Richard je prvič uporabil izraz "eko mesto" v svoji knjigi, leta 1987, Ecocity Berkeley: gradnja mest za zdravo prihodnost. Druge vodilne osebnosti, ki so predvidele trajnostno mesto, so arhitekt Paul F Downton, ki je kasneje ustanovil podjetje Ecopolis Pty Ltd in avtorji Timothy Beatley in Steffen Lehmann, ki je napisal veliko o tej temi. Področje industrijske ekologije se včasih uporablja pri načrtovanju teh mest. Sonaravno mesto se lahko samo vzdržuje z minimalnim zanašanjem na okolico, samo sebe pa napaja z obnovljivimi viri energije. Cilj tega je ustvariti čim manjši ekološki odtis in proizvajati čim manjšo možno količino onesnaženja za učinkovito rabo zemljišč; kompostiranje uporabljenih materialov, recikliranje ali pretvarjanje odpadkov za pridobivanje energije, tako bo skupni prispevek mesta k podnebnim spremembam minimalen, če bodo ta ravnanja upoštevana. Ocenjuje se, da okoli 50% svetovnega prebivalstva živi v mestih in urbanih območjih. Te velike skupnosti ponujajo tako izzive, kot priložnosti za okoljsko osveščene razvijalce. Da bi postali trajnejši, gradbeni dizajn in praksa, kot tudi dojemanje in način življenja, je treba sprejeti tudi trajnostno razmišljanje.
Mesta predstavljajo enega največjih okoljskih izzivov 21. stoletja, vendar pa imajo neprimerljive možnosti, da oskrbijo svoje številno prebivalstvo na sonaraven in učinkovit način. S primernim planiranjem in dolgoročno vizijo lahko gosti poselitveni vzorci nudijo gospodarstvo take stopnje, ki lahko dejansko zmanjša pritiske na naravne vire in poveča energetsko učinkovitost.
Ker v mestih živijo ljudje bolj skupaj, bolj strnjeno in tako potrebujejo manj prostora, potrebuje vsak prebivalec mest manj infrastrukture, kot je npr. kanalizacijsko, električno in prometno omrežje kot prebivalstvo predmestij in ostalih decentraliziranih naselijh. Inovacije pri gradnji stavb, energetski učinkovitosti, upravljanju z odpadki in prometu so le nekatere izmed možnosti, ki lahko pripomorejo k bolj sonaravnim mestom.

## Trajnostni razvoj
Trajnostni urbani sonaravni razvoj vključuje tri komponente: ekonomsko, družbeno in okoljsko trajnostnost; potrebno je zagotoviti kakovost življenja, materialno blagostanje, socialno varnost ter pravičnost ob hkratnem ohranjanju kakovosti naravnega okolja in virov tudi za prihodnje urbane generacije. Doseči se mora okoljska urbana trajnostnost, kajti potrebno je upoštevati dolgoročnost razvoja ter odvisnost človeštva od okolja in naravnih virov. Potrebno je preprečiti uničevanje urbanega okolja, zagotoviti višanje življenjske ravni za vse prebivalce, spodbujati mešano rabo urbanega prostora, organizirati okolju prijazen prevoz, varovati naravno in kulturno dediščino v mestu, izboljšati kakovost bivalnega okolja ter sonaravno izrabljati naravne vire.
Trajnostno sonaravna mesta so tista, kjer se socialno - gospodarski cilji uresničujejo skupaj z okoljskimi in energetskimi in tako zagotavljajo trajnostnost urbanih sprememb. Sonaravni urbani razvoj izhaja iz zahteve po varstvu okolja in zaščiti naravnih virov. Osnovni cilj okoljske trajnostnosti je vzdrževanje zalog naravnega kapitala z zmanjševanjem potreb po rabi zemljišč, energije, proizvodnje emisij in omejevanjem medregionalnih snovnih izmenjav. Trajnostni urbani razvoj ni nekaj novega, vendar pa vključuje več kot le večno arhitekturo. Tak razvoj potrebuje večje razumevanje človeške ekologije. Naše razumevanje mest  kot bioloških organizmov zaostaja daleč za izzivi. Sonaravni urbani razvoj, čeprav ni nov koncept odraža rastočo znanstveno zaskrbljenost in zahteva raziskave o vplivih urbanizacije. Jasno so se pokazali nekateri ključni indikatorji sonaravno trajnostnega urbanega razvoja.
Nadzor rasti, na primer, minimizira porabo neobnovljivih naravnih virov. Varuje kritična pokrajinska območja, kot so kmetijske površine ali mokrišča, ter jih pogosto integrira v sistem zaščitenih javnih površin. Zeleni pasovi so tudi eni izmed primerov, ki ponazarjajo mejo urbane rasti. Sonaravni urbani razvoj podpira tudi kompaktne razvojne vzorce, ki lahko povečajo ohranitev virov.

## Gospodarski razvoj
Gospodarski razvoj, temelj za človeško naselitev, redko priznava ekološke meje. Vendar pa nam ekološki odtisi nazorno prikazujejo potrebo po gospodarskem prestrukturiranju v povezavi z naravnim okoljem. Tak ekonomski sistem bi segel preko ohranitve virov do pospeševanja prilagodljive ponovne rabe obstoječih naravnih in ustvarjenih virov, poudarjanja obnovljivih virov in obnovitve okoljsko degradiranih območjij.

## Temeljni okoljski cilji
Redna oskrba s pitno vodo, visoka kakovost ozračja, ustrezno gospodarjenje z odpadki, izboljšanje energetske učinkovitosti, večji delež obnovljivih virov energije in okolju prijaznejše oblike mestnega prometa so temeljni okoljski cilji urbanega razvoja. Dolgoročni sonaravni urbani cilj pa je mestnih snovno - energetskih tokov, porabe virov in prostora na prebivalca, zmanjšanje ekoloških odtisov, ter večja raba regionalnih virov. Mestni razvoj je potrebno prilagoditi zmogljivostim ekosistemov.

## Okoljska politika
Obstaja več instrumentov politike, ki so pomembni za sonaravni razvoj in jih lahko razvrstimo v šest skupin: zakonodajni, tehnološki, gospodarski, načrtovalski, izobraževalni in informacijski. V praksi jih je, za dosego učinkovitih sprememb, najbolje kombinirati. Pri udejanjanju instrumentov okoljskih politik je potrebno upoštevati različne stopnje urbanega razvoja, ker se tipi problemov mest razlikujejo tudi glede na različno stopnjo razvoja oziroma rasti mest, za vsako stopnjo rasti mest, pa je potrebno uporabiti različno kombinacijo pristopov in instrumentov. Ni enostavnih rešitev, ki bi bile uporabne za vsa mesta.

## Strategija sonaravnega mesta
Pri sonaravnem mestnem delovanje je potrebno delovati na petih strateških ravneh:
• sonaravno urbano načrtovanje (principe mestnega sonaravnega oblikovanja je potrebno prenesti v rabo mestnih površin, za kar obstaja cel niz možnosti, kot so energetsko učinkovito načrtovanje, pretehtano oblikovanje in mešana raba zemljišč,...)
• integrirano upravljanje s prometom (s prometnimi strategijami, zasnovanimi na zmanjšanju vpliva mestnega prometa in količin goriv, ki jih potroši promet, lahko dosežemo izboljšanje okoljske kakovosti mest, za kar obstaja veliko ukrepov; podpora k bolj učinkoviti rabi vozil, hoji in kolesarjenju, zmanjšanje ravni rabe avtomobilov in podporo bolj učinkovitim načinom prometa,...)
• učinkovito upravljanje mestnih tokov (urbano preoblikovanje in načrti prenove naj bodo osredotočeni na zmanjšanje porabe vode, energije in materijalov, kar se lahko doseže z uvajanjem varčno zasnovanih tehnologij in smotrno alokacijo virov, potrebni pa sta predvsem dosega energetske učinkovitosti in energetsko varčevanje)
• okvirni cilji in okoljski standardi (potrebna je določitev ključnih ciljev in sistematično merjenje onesnaženosti)
• informacije o mestnem okolju (za pretehtano določanje so ključnega pomena uporabne informacije o kakovosti urbanega okolja in okoljskih pritiskov na lokalno, regionalno in globalno okolje, informacije pa so pomembne tudi za seznanjanje javnosti s posledicami in okljskimi učinki njihovega delovanja)
Urbana ekologija, temelj za trajnostno sonaravni urbani razvoj, vztraja, da se upoštevajo vsi elementi urbanega življenja v odnosu eden do drugega. Na ta način tak razvoj ne bo končno stanje ampak proces, s katerim so vsi elementi urbanosti v ravnotežju, da ohranjajo človeško zdravje in srečo. Res, da to ni nov koncept, je pa nova vizija idealnega mesta

## Praktični dosežki
Ekološko mesto lahko dosežemo na različne načine, kot so:
• Različni kmetijski sistemi, kot so kmetijska zemljišča v mestu (predmestje ali center). S tem se zmanjša razdalja transporta hrane od predelovalne površine do kupcev oz porabnikov. Praktično delo tega je možno v manjšem obsegu (iz zasebnih parcel kmetovanja) ali s pomočjo večjega obsega kmetijstva
• Obnovljivi viri energije, kot so vetrne turbine, sončni kolektorji ali bio-plin pridobljen iz kanalizacije. Mesto zagovarja ekonomijo takega obsega, da so takšni viri energije izvedljivi
• Različne metode za zmanjšanje potreb po uporabi klimatskih naprav, kot so sajenje dreves, uporaba svetlih površinskih barv, naravni sistemi prezračevanja, povečanje vodnih pretokov in zelenih površin na vsaj 20% površine mesta. Ti ukrepi preprečujejo "učinek toplotnega otoka" ki ga povzroča obilica asfaltnih površin, zaradi katerih so urbana območja toplejša za nekaj stopinj celzija, kot podeželska območja
• Izboljšanje javnega prometa, povečanje peš poti, za zmanjšanje emisij avtomobilov. Ceste so lahko zasnovane tako, da vožnjo otežijo.
• Optimalna gostota gradnje, ki je izvedljiva za javni prevoz in pa tudi izognitev ustvarjanju mestnih toplotnih tokov.
• Izkanje rešitev za zmanjšanje širjenja mestnih območij, ki omogoča ljudem, da živijo bližje delovnem mestu. Torej delovna mesta omogočiti oz. širiti na predmestna območja.
• Zelene strehe